# Giuseppe Azzini
Giuseppe Azzini (né le 26 mars 1891 à Gazzuolo, dans la province de Mantoue en Lombardie et mort le 11 novembre 1925 à Ospedaletti) est un coureur cycliste italien, dont la carrière, commencée au milieu des années 1910, s'achève au milieu des années 1920.

## Biographie
Professionnel de 1912 à 1924, Giuseppe Azzini a remporté Milan-Turin et quatre étapes du Tour d'Italie. Il meurt prématurément de la tuberculose, tout comme ses frères Ernesto et Luigi, eux aussi cyclistes professionnels.

## Palmarès
- 1911
  -  Champion d'Italie amateurs
  - Tour d'Ombrie
- 1912
  - 3e du championnat d'Italie sur route
- 1913
  - Milan-Turin
  - 4e et 5e étapes du Tour d'Italie
  - 3e du Tour d'Italie
- 1914
  - 4e et 5e étapes du Tour d'Italie
  - 2e du Tour de Lombardie
  - 2e de Milan-Turin
  - 3e du championnat d'Italie sur route
- 1915
  - 5e de Milan-San Remo
- 1918
  - 6e du Tour de Lombardie
- 1919
  - 2e de Rome-Naples-Rome
  - 3e de Milan-Turin
  - 3e du championnat d'Italie sur route
  - 4e de Milan-San Remo
- 1920
  - Tour de la province de Milan :
    - Classement général (avec Gaetano Belloni)
    - 1re étape (avec Gaetano Belloni)

  - 2e de Milan-Modène
  - 4e de Milan-San Remo
  - 4e du Tour de Lombardie
  - 8e de Paris-Roubaix
- 1921
  - Tour de la province de Milan (avec Costante Girardengo)
  - 2e de Gênes-Nice
  - 2e du Tour du Piémont
  - 3e de Nice-Mont Agel
  - 3e de Milan-San Remo
- 1922
  - 2e du Tour de la province de Milan
  - 2e du Tour de Lombardie
- 1923
  - 3e de Milan-San Remo

## Résultats sur les grands tours

### Tour d'Italie
7 participations :
- 1912 : 6e et dernier (classement par équipes)
- 1913 : 3e, vainqueur des 4e et 5e étapes, leader pendant 1 jour
- 1914 : abandon, vainqueur des 4e et 5e étapes
- 1919 : abandon
- 1920 : abandon
- 1921 : abandon
- 1922 : abandon

### Tour de France
1 participation :
- 1919 : non-partant (1re étape)